# Lijst van Eurocommissarissen voor Toerisme
De functie van Europees commissaris voor Toerisme  bestond tussen januari 1981 (commissie-Thorn) en september 1999 (commissie-Santer)

## Commissarissen
|  | Naam                    | Lidstaat    | Nationale partij | Periode   | Commissies |
|  | ----------------------- | ----------- | ---------------- | --------- | ---------- |
|  | Giorgios Contogeorgis   | Griekenland | Onafhankelijk    | 1981-1985 | Thorn      |
|  | Carlo Ripa di Meana     | Italië      | PSI              | 1985-1989 | Delors I   |
|  | António Cardoso e Cunha | Portugal    | PSD              | 1989-1993 | Delors II  |
|  | Geen commissaris        |             |                  | 1993-1995 | Delors III |
|  | Christos Papoutsis      | Griekenland | PASOK            | 1995-1999 | Santer     |